# Daruma

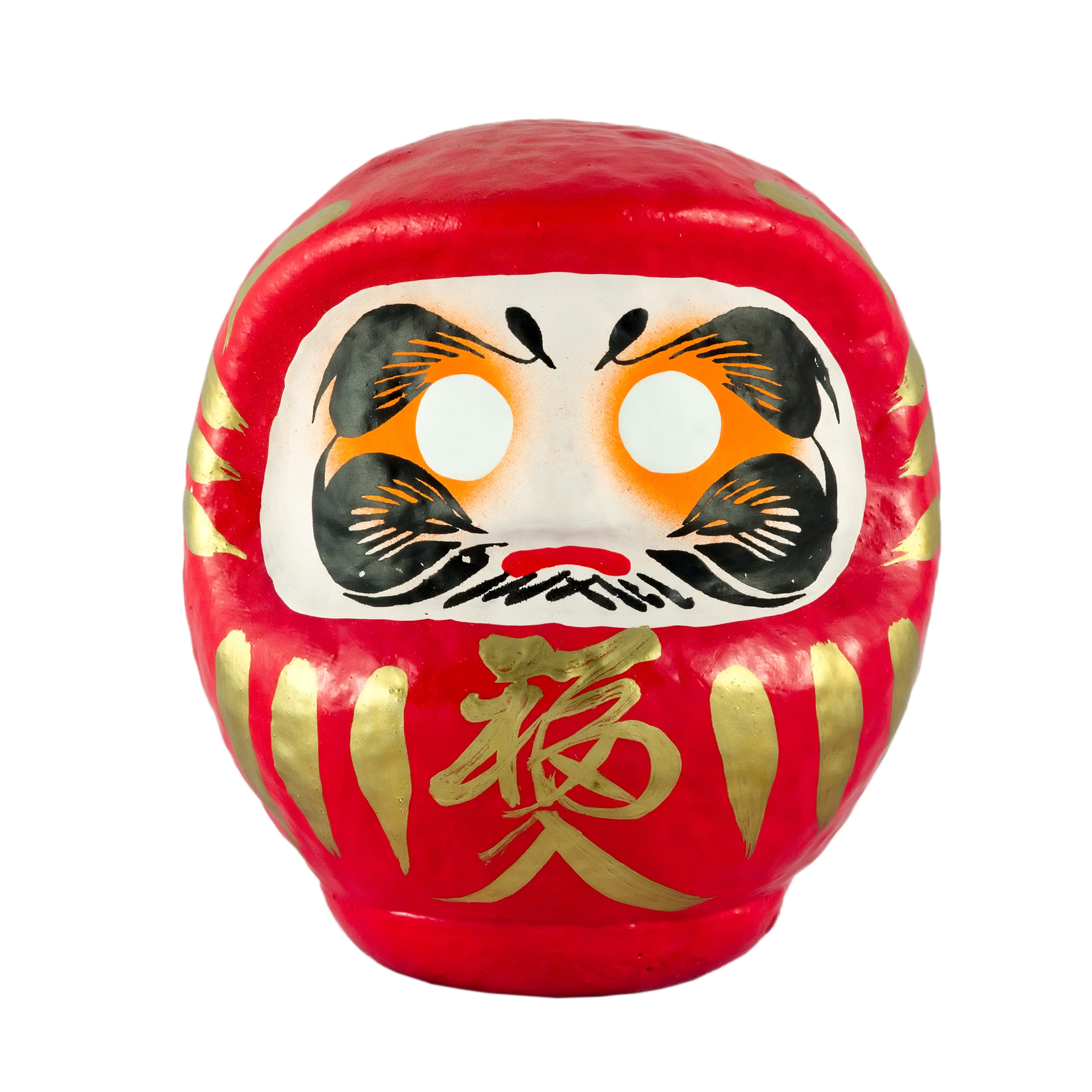
Figura daruma típica

Els daruma (en japonès 達磨) són figures votives japoneses sense cames ni braços que representen Bodhidharma (Daruma en japonès), el fundador i primer patriarca del Zen.
Diu la llegenda que el mestre Daruma va perdre les cames d'estar-se set anys meditant assegut en una cova, i les cames se li van assecar de no fer-les servir.
Normalment els ninos daruma són fets de pasta de paper i pintats de color vermell però també n'hi ha d'altres colors.
El nino representa una cara estilitzada d'home amb patilles i bigotis, però els ulls són cercles buits de color blanc. Es demana un desig al nino i amb tinta negra se li pinta un sol ull, típicament l'ull dret. Només se li pintarà l'altre ull si el desig s'arriba a acomplir.
De vegades s'escriu el desig a les galtes del nino, o el nom del peticionari a la barbeta.
Se suposa que l'ídol, que vol que li pintin l'altre ull, s'esforçarà per ajudar a aconseguir l'objectiu.
Mentre el desig no s'acompleix, el daruma borni s'exposa en algun lloc prominent de casa, envoltat d'altres objectes honorables, com per exemple a l'altar budista domèstic o Butsudan. Només es pot tenir un sol daruma alhora.
Si el desig s'arriba a aconseguir, llavors es completa la figura pintant-li l'altre ull i és costum portar-lo com a ofrena a un temple budista, a manera d'exvot.
Si el desig no s'aconsegueix, llavors el daruma es crema en una cerimònia de purificació (que sol fer-se a finals d'any) per mostrar que el peticionari no renuncia al desig, sinó que cercarà aconseguir-lo per altres mitjans.
Per als japonesos el daruma és un símbol de la disciplina, la determinació, i el sacrifici per aconseguir amb èxit el que es desitja.

## Significat
El nom de "Daruma" és la variant japonesa del nom sànscrit "Dharma". Més específicament, els significats, les creences i les llegendes de Daruma es basen en el text d'un budista conegut com a Bodhidharma. Per entendre el significat de la Daruma, un ha de mirar més enllà de la cultura popular japonesa i tornar a l'Índia fa gairebé 2000 anys.
Es diu que Bodhidharma va néixer l'any 440, en Pallava, al Regne del Sud de l'Índia. Va ser el tercer fill del rei Simhavarman, Bodhidharma ha estat descrit com a membre de la casta Brahman (sacerdotal) o bé de la casta Kshatriya (guerrer o governant). En qualsevol cas, Bodhidharma es va introduir al budisme i més tard en la Prajnatara, mestre budista. Després d'esdevenir un deixeble de Prajnatara, Bodhidharma es va convertir en el seu successor, així com el patriarca 28 del budisme. Com les històries són diferents, Bodhidharma va poder haver viatjat a la Xina sota la direcció de Prajnatara o per a una missió, mentre que ell té més de cent anys. Els anys de l'arribada de Bodhidharma el situen en el rang de 475 a 520, però, totes les històries semblen coincidir en el desembarcament al sud de la Xina.
En assabentar de la seva arribada, l'emperador Wu de la dinastia Liang va convidar a Bodhidharma a una audiència real. L'emperador, després d'haver-se proclamat a si mateix, patró ardent del budisme, li va donar un Bodhidharma sobre el mèrit de les seves respostes. Després de respondre amb la doctrina de la vacuïtat, Bodhidharma a l'esquerra, com l'emperador no entenia. Com narra l'escena popular: Bodhidharma va travessar el riu Yangtze a un full de canya o de pressa, cap al nord. Amb el temps va arribar al monestir del temple de Shaolin i és aquí on es troben alguns dels esdeveniments més llegendaris relacionats amb Bodhidharma es troba en un terme.
Probablement lo mai notable d'aquests esdeveniments és la de la meditació de Bodhidharma durant nou anys, a la cara de la roca, possiblement d'una cova. Assegut i mirant-la durant una quantitat de temps prolongat, Bodhidharma va lluitar contra la fatiga i la somnolència. En una arrencada de frustració, Bodhidharma es va tallar les parpelles per poder romandre despert. Les primeres plantes de te créixer en el lloc on les parpelles van caure. A partir de llavors, els monjos, així com la resta d'Àsia, podrien servir com un mitjà per a resistir la letargia i com a ajuda en la meditació.
Un altre aspecte important de la meditació de Bodhidharma explica la forma que es presenta en l'actualitat. A causa que Bodhidharma va romandre immòbil durant un període tan extens, aquest va perdre els seus braços i cames, es van assecar. No obstant això, Bodhidharma va ser capaç de romandre en posició vertical. Especialment per als seguidors del Zen que creuen que l'energia personal resideix just sota el melic, l'assoliment de Bodhidharma s'ha atribuït al descobriment de la força interior.
Encara Zen hauria estat practicada a la Xina durant diversos centenars d'anys abans de Bodhidharma, només a ell se li atribueix la introducció de la mateixa. En tot cas, Bodhidharma va presentar un Zen de la seva pròpia Zen, Mahayana. Segons una font, aquest Zen havia una "espasa de la saviesa" amb la qual tallar les "ments lliures de les regles, tràngols, i les Escriptures." Una altra idea sobre el zen i Bodhidharma suggereix que aquest va ser seleccionat com el patró del Zen per tal de reforçar la seva legitimitat com una veritable secta budista.
Destacada presència de Bodhidharma en el Temple Shaolin també ha influït en la creença que ell va fundar un tipus d'art marcial conegut ara com el kung-fu de Shaolin (Xina) o el karate (japonès). Alguns afirmen que durant la dinastia Tang, 618-097 dC, el temple de Shaolin es va fer famós pel grup de monjos entrenats com a guerrers a lluitar amb pals i les seves pròpies mans. Sostenint que Bodhidharma era de fet, de la casta Kshatriya, després d'haver estat entrenats per ell mateix en les arts marcials, és possible veure per què alguns creuen que Bodhidharma a ser el primer mestre d'aquests monjos guerrers. Un reclam addicional sosté que l'ensenyament de Bodhidharma de kung-fu va ser un altre mitjà de lluita contra la letargia que els monjos es troba comunament en les pràctiques de meditació i d'altres que requereixen un ésser immòbil.
Pel que fa a la mort de Bodhidharma, hi ha comptes que va morir en 528 o 534 dC, prop del riu El o en una àrea al nord de la Xina. Aquests comptes, però, suggereixen que tres anys després de la mort de Bodhidharma, un viatger, o un funcionari, a l'Àsia central, vist a algú semblant a ell, portant un bastó i una sandàlia, es va dirigir cap a l'Índia. Després de l'incident es va informar, el lloc d'enterrament suposa de Bodhidharma es va comprovar, la tomba estava buida a excepció d'una sola sandàlia.
Els japonesos, però, té un final diferent per Bodhidharma. Segons aquesta versió, Bodhidharma va viatjar al Japó a, un cop més, un full de canya o de les connexions a través del mar al 613 dC Al llarg d'una carretera, la història, el príncep Shotoku Taishi trobat Bodhidharma que es va reencarnar com un captaire. Després de donar-li menjar, beguda i roba, el príncep va tornar l'endemà només per trobar que havia mort. Avui dia, a Oji, al Japó, hi ha pedres que marquen els llocs on hom diu que el príncep i Bodhidharma es van reunir.

## Iconografia
Pel que fa a la iconografia, Bodhidharma s'ha representat en nombroses formes, incloent pintures, escultures, talles, i temples. Al llarg de totes aquestes formes diferents, però, Bodhidharma generalment es descriu amb aquestes mateixes característiques: ulls sortits, sense parpelles, celles grans, nas prominent, barba frondosa, i una capa (generalment de color vermell), que només revela la seva cara.
L'ús més notable de la Daruma és el d'un símbol de bona sort i fortuna. Un dels primers usos de Daruma va consistir en un amulet per protegir-se de les malalties als nens, especialment la verola. Es deia que el vermell era el color favorit del déu de la verola i, per tant, la capa predominantment vermella del Daruma el aplacava. Igual que Maneki-neko, el gat que crida i porta fortuna, els Darumas també s'ofereixen en aparadors, rètols i publicitat. Així mateix, el Daruma ordinàriament es mostra a la casa i fins i tot pot utilitzar-se com una figura decorativa. La imatge de Daruma també s'observen amb freqüència en articles per a la llar com jocs de te, els jocs de sake, bols, plats, ventalls i escuradents.
Una de les formes més comunes de Daruma és el okiagari (autodesplegable) Daruma. Aquesta interpretació de Daruma és el d'una nina de tambor -sense braços ni cames- en al·lusió a la història popular. Aquests darumas es ponderen a la part inferior de manera que en qualsevol moment que cau sempre torna en posició vertical. Aquesta característica del Daruma okiagari és un símbol de la gesta aconseguida Bodhidharma, que queda en posició vertical mentre mirava sense parar. La capacitat del ninot de mantenir-se drets implica tant els valors de la perseverança, determinació i èxit. Com molt arrelats valors culturals, els japonesos inculquen això en els seus fills, sent durant molt de temps un popular joguina amb el qual els pares ensenyen això als seus fills.
El Daruma otoshi (caiguda Daruma) és un altre joguina popular japonès. Consisteix en una pila de cinc discos de gruix i una figura de Daruma que es col·loca a la part superior, els quals estan fets en general de fusta. L'objectiu del joc és eliminar amb un mall cadascun dels discos que comencen amb la part inferior fins que només quedi la figura de Daruma. Igual que l'Daruma autodesplegable, aquesta joguina també simbolitza la concentració, la paciència i la resistència atribuït a Bodhidharma.
Una altra de les formes més populars de Daruma és el de paper maixé em-nashi o em-ire Daruma. Es tracta d'una variant del Daruma okiagari, el qual és gairebé sempre vermell, i posseeix cercles blancs en lloc dels ulls. El propòsit d'això rau en la creença que quan un desig o una oració que es faci, un dels alumnes va ser pintat en ell, i si el desig es fa realitat, l'altra pupil·la es pinta. Aquesta pràctica tradicional s'atribueix al ritu budista de Kaigen kuyo (obertura de la cerimònia de-ulls-) en el qual una imatge budista es dona qualitats religioses. En l'elaboració d'aquesta imatge, els ulls es deixen com l'últim a ser construït, el compliment dels ulls es veu com donar la imatge del seu esperit.
Les mides d'aquest tipus de Daruma també s'utilitzen d'acord amb la importància del desig o l'oració. Un Daruma petit per als desitjos dels petits i grans darumas per a necessitats més greus. Darumas Aquests són sovint acumulat al llarg de diversos anys en què els desitjos dels petits poden convertir-se en altres més grans.
Anomenat un "ritu de pas polític," la cega Daruma okiagari també s'usa àmpliament en les eleccions. Dels funcionaris locals del Primer Ministre, els candidats solen pintar en un dels ulls d'un Daruma gegant en l'esperança de guanyar una elecció, sovint fent en grans cerimònies. En conseqüència, els partits guanyadors celebrar cerimònies encara més grans que ofereixen la realització i la pintura als ulls de l'altra Daruma.
La presència de Daruma es deriva també en temples, mercats i festivals que estan tots en l'honor i la celebració de Daruma. El Daruma Ichi (els mercats) se solen celebrar amb la temporada de Cap d'Any, a partir de gener i dura fins al març. A mesura que el Daruma representa la bona sort, l'Any Nou és el moment més popular que se'ls dona com a regal. A més de la Daruma okiagari, moltes altres formes de Daruma es poden comprar al Daruma Ichi com el EMA Daruma. Ema, o les tauletes votives, fetes a mà com Daruma, s'utilitzen per escriure el seu propi nom i desitja i després portat a un temple de Daruma.
Un dels festivals més espectaculars de Daruma és el Dairyu-ji, la crema anual de Darumas. Celebrada al voltant de 18 de gener, una gegantesca foguera es fa en el qual milers de figures de Daruma són llançats. Si un Daruma ha portat a la realització d'un desig, hi ha una presumpció general que la bona sort d'un Daruma (en particular, el paper maixé tipus okiagari) té una durada de tan sols un any.
Daruma s'ha convertit en un element molt estès de la cultura japonesa. Però tant si s'utilitzen les creences religioses, polítiques o culturals, el Daruma sempre té un significat positiu. Comunament escrita al costat de la imatge d'un Daruma, la dita cançó de bressol korobi hachi oki, "set caigudes i pujades de vuit," resumeix perfectament la determinació, força i èxit que Daruma porta a la vida